# Прокопчук Ігор Петрович
Ігор Петрович Прокопчук, псевдо «Десна» (9 квітня 1969, Нова Борова, Житомирська область — 1 серпня 2023, Новоселівське, Донецька область) — капітан, командир 5-ї механізованої роти 32-ї окремої механізованої бригади Збройних сил України, учасник російсько-української війни, колишній заступник Новоборівського селищного голови. Ветеран війни в Афганістані, учасник Антитерористичної операції на сході України.

## Із життєпису
Народився в інтелігентній родині, батьки — Марія Феліксівна та Петро Савич. Закінчив школу, строкову службу проходив у Афганістані. Після служби здобув вищу педагогічну освіту, працював учителем фізичної культури та «Захисту України» у Новоборівській школі № 1. Згодом працював на Іршанському ГЗК та ТОВ «Валки-Ільменіт».
У 2014 році мобілізований до лав Збройних сил України, учасник антитерористичної операції у Донецькій та Луганській областях, обіймав посаду командира 1 батальйону 95-ї окремої аеромобільної бригади, перед цим виконував обов'язки начальника штабу батальйону. В зоні бойових дій провів 1,5 року, нагороджений державними нагородами. Мав другу групу інвалідности.
Із грудня 2020 року — заступник Новборівського селищного голови. 24 лютого 2022 року очолив роту охорони при другому відділі Житомирського РТЦК та СП у Хорошеві. На початку 2023 року пішов до зони бойових дій — на Луганщину. Проходив підготовку, разом із підрозділом, у Німеччині.
Загинув 1 серпня 2023 року поблизу селища Новоселівське Сватівського району, внаслідок мінометного обстрілу, під час виконання бойового завдання, у день власного «срібного весілля». Похований 6 серпня 2023 року у Новій Боровій. Залишилися мати, дружина Жанна Вікторівна та сини Кирило (1999 р. н.) і Роман (2003).

## Нагороди та відзнаки
- орден Богдана Хмельницького III ступеня (2 січня 2024) — за особисту мужність, виявлену у захисті державного суверенітету та територіальної цілісності України, самовіддане виконання військового обов’язку[3].